# Grojogan
Grojogan is een bestuurslaag in het regentschap Nganjuk van de provincie Oost-Java, Indonesië. Grojogan telt 2840 inwoners (volkstelling 2010).